# Хрущина-Велька
Хрущина-Велька (пол. Chruszczyna Wielka, Хрущина-Велика) — село в Польщі, у гміні Казімежа-Велька Казімерського повіту Свентокшиського воєводства. Населення — 318 осіб (2011).
У 1975—1998 роках село належало до Келецького воєводства.

## Демографія
Демографічна структура на день 31 березня 2011 року:
|          | Загалом | Допрацездатний вік | Працездатний вік | Постпрацездатний вік |
| -------- | ------- | ------------------ | ---------------- | -------------------- |
| Чоловіки | 165     | 32                 | 113              | 20                   |
| Жінки    | 153     | 29                 | 91               | 33                   |
| Разом    | 318     | 61                 | 204              | 53                   |